# マトリックスの登場人物一覧
マトリックスの登場人物一覧は、映画『マトリックス』、『マトリックス・リローデッド』、『マトリックス・レボリューションズ』、OVA『アニマトリックス』、ビデオゲーム『ENTER THE MATRIX』に登場する人物たちの一覧を記述している。

## ネブカドネザル号
2069年にアメリカで製造されたホバークラフト。「RELOADED」終盤に破壊されてしまった。

### ネオ（トーマス・A・アンダーソン）
表向きは、大手ソフト会社のコンピュータープログラマーとして働いている好青年。裏の顔は数々のコンピューター犯罪を犯していたクラッカー。日々の生活の中、現実に違和感を覚え、何者かも知らないままにモーフィアスに近づこうとし、そのために、エージェントに狙われる。それらをきっかけとして、本当の現実の姿を知り、そこにある人類の存亡を賭けた戦いへと身を投じていく。
THE MATRIX
仮想世界（マトリックス）に住んでいる優秀なプログラマーだが、裏の顔は「ネオ (NEO) 」と呼ばれる、あらゆる電脳犯罪に手を染めるクラッカーだった。モーフィアスとコンタクトを取ろうとしたためエージェントに目を付けられ、追跡プログラムを仕込むための囮として捕縛される。その後、モーフィアスと出会い、選択を迫られた末に、現実世界の住人となる。オラクルとの会話から自分が救世主ではないことを悟るが、エージェントとの戦いで自分の意識がマトリックスの法則を突き破りかけていることを感じ、徐々に彼自身「自分が救世主ではないか」と信じ始める。仮想世界でエージェントとの戦いの末に撃ち殺されたが、その時トリニティーの愛によって蘇生し救世主として覚醒、スミスを倒す。救世主の能力とはマトリックスの情報を分解し、自分の望むとおりに書き換えることで自分の意識が届く範囲に対してマトリックスを操作することであり、エージェントがマトリックスを支配できるなら、自分はマトリックスを無視できることである。彼はその力を使って、マトリックスに繋がっている人類にマシンたちへの宣戦布告を呼びかける。
RELOADED
救世主として覚醒したことにより、楽々と複数のエージェントと戦える絶大な戦闘力を手に入れただけでなく、銃弾を止めるサイコキネシスや空を自在に飛び回る飛行能力を手に入れたアノマリー（異常情報体）となる。再びオラクルに会い、トリニティーが危機に陥る予知夢を見ていることを見抜かれる。ザイオンの壊滅を防ぐためにソースへ至ろうとするが、たどり着いたメインフレームにおいてアーキテクトから衝撃的な事実を知らされる。それは、「救世主」はマトリックスをより完全なものに近づけるため、進化の閉塞に至ったマトリックスを終わらせ、ソースに取り込まれることで自身の持つ情報を反映して、ヴァージョンアップした状態で新たにマトリックスの世界をリロード（再構築）する役目を負った、ただのプログラムであり、自分のような救世主が過去に5人いたということだった。そして、ザイオンは滅ぶがマトリックスに繋がれている人類は助かる道と、トリニティーを救い、ザイオンの住民と運命を共にする道の選択を迫られる。
REVOLUTIONS
マトリックスと機械世界の間の駅に監禁されていたところを、トリニティーに助けられる。ナイオビから譲り受けたロゴス号でマシンシティを目指すものの、道中で密航していたスミス／ベインと戦い、眼を焼かれる。しかし、覚醒して電子の流れ（ただし「電子の流れ」と思われる光が写っているシーンでは雷が描写されないなど疑問点が残るため、プログラムによる「情報の流れ」との解釈もある）を見て存在を感じ取ることができ、ベインを倒す。その後、センチネルの追撃を振り切りマシンシティの心臓部に向かうが、制御不能に陥ったロゴス号がマシンシティ構造物と衝突し、その際トリニティーを失う。悲しみを乗り越え最深部に向かい、マシン達の統合知性体デウス・エクス・マキナとの間に、スミスを倒すかわりにザイオンを見逃し、人類を解放して戦争を終わらせる取り引きを交わす。仮想世界で、大雨の中スミスと最終決戦を繰り広げる。戦闘の最中、勝利を確信したスミスの放った一言を聞き、スミスの中に同化されきっていないオラクルがまだ存在していること、スミスの不可解な復活に始まる一連の出来事が全て、人類・マシン双方にとって脅威となる存在を作為的に生み出すことによって、戦争を終わらせるためのオラクルの計画であったことを理解し、わざとスミスに同化されることで外部からのアクセスが不可能になっていたスミスへの進入口を作り出し、デウス・エクス・マキナによって、スミスもろとも消去プログラムによって破壊される。人類とマシンの戦争はここに終結し、ネオの体はマシン達に運ばれ、厳かにマシンシティの摩天楼の中に消えていった。
RESURRECTIONS
スミスとの戦いで倒れたがその特異性に目を付けた新たなアーキテクトであるアナリストによって高効率の発電機として蘇生させられる。蘇生してすぐにマトリックスに繋がれ3部作の出来事を自分が開発したゲームの内容と思いこまされゲーム会社の世界的なゲームデザイナー、トーマス・A・アンダーソンとして生活させられていた。度々起こる幻覚やフラッシュバックからゲームの内容は現実にあったことではないかと疑念を抱いていたところネオを探していたモーフィアス、バッグスに発見され現実世界へ帰還する。

### モーフィアス
伝説的なハッカーであり、仮想世界の中では最も危険なテロリストということになっている。最後の人類の街（ザイオン）に属する工作船・ネブカデネザル号の船長。救世主の存在を頑に信じ、ついにネオを探し出す。ネオが救世主であると信じきれないザイオンの幹部から煙たがられ、やがて孤立する。マトリックスに入り共に戦う戦士たちや、他の船長からの信頼は厚い。
鼻眼鏡のサングラスをかけている。
THE MATRIX
ネブカデネザル号の船長で、ネオたちの父親的存在。オラクルの予言による救世主伝説を信じている。ネオに赤の薬を飲ませ現実世界へと導き、ネオに柔術や仮想世界での戦い方を覚えさせる。サイファーの裏切りで、エージェントに拘束され拷問を受けるが、ネオとトリニティーによって助けられる。
RELOADED
救世主探しの旅を終え、ネオの使命を果たすために命がけでサポートし、エージェントやメロヴィンジアン配下のツインズと激闘を繰り広げる。昔の恋人（ナイオビ）がロック司令官と付き合っているためか、彼とは犬猿の仲。予言を信じる彼の信念は、本作の終盤で大きな試練を迎える。
REVOLUTIONS
ネオを救うために、メロヴィンジアンが潜む地下クラブにトリニティーとセラフの三人で殴りこむ。マトリックス内のオラクルへも予言への疑義を口にするも、ネオとトリニティーが信じる道を後押しすることを決意。ザイオンを救うために、ナイオビのハンマー号の操縦をサポートした。

### トリニティー
THE MATRIX
ネブカデネザル号の副船長。黒髪のショートカットの美女で本作のヒロイン。かつては国税局のコンピュータに侵入した凄腕ハッカーだったが、モーフィアスと出会って仮想世界の真実を知り、共に戦う。ネオの案内役として現実世界へと導き、以前から彼に好意を持っていた。サイファーからの好意は無視し、サイファーが反乱を起こした時に殺されかけるがタンクに救われる。モーフィアスが捕縛された時にネオと共にビルに侵入し、エージェントと戦い救出する。ネオがスミスに殺された時、自身の愛でネオを蘇生させる。ネオには直接出会うまで男だと思われていた。
RELOADED
冒頭のネオの夢では、エージェント・トンプソンに射殺される。
モーフィアスと共にネオをサポートし、キー・メーカーを連れ出す。
ビジラント号の爆破によりネオ達が窮地に陥ったため、急遽マトリックスに再突入し予知夢が現実のものとなるが、ネオによって蘇生した。
REVOLUTIONS
ネオを救うために、メロヴィンジアンが潜む地下クラブにモーフィアスとセラフの三人で殴りこむ。その後ネオと共にマシンシティの心臓部に向かうが、制御不能になったロゴス号がマシンシティの構造物に衝突した際に致命傷を負い、ネオに看取られながら息絶えた。

### その他の乗組員
サイファー（レーガン）
『THE MATRIX』のみに登場。モーフィアスの救世主伝説を信じておらず、トリニティーに好意を持っていたが相手にされなかった。赤い薬を飲んだことを後悔、密かにネブカデネザル号のメンバーを裏切ってエージェントと内通。モーフィアスを引き渡すことを条件に、仮想世界に戻してもらうことをスミスと契約する。船に戻った瞬間、タンクとドーザーを襲撃。更にエイポックとスウィッチもプラグを抜いて殺害したが、瀕死のタンクに逆襲され倒された。
タンク
ネブカデネザル号のオペレーターで『THE MATRIX』に登場。サイファーに撃たれるが一命を取りとめ、ビーム銃でサイファーを射殺、ネオやトリニティーを助けた。その後はエージェントに捕まったモーフィアスの救出に向かうネオとトリニティーを援護する。続編の『RELOADED』では、『THE MATRIX』と『RELOADED』の間で起きた戦いで戦死したことになっており登場しない。
ドーザー
『THE MATRIX』のみに登場。タンクの兄。弟（タンク）と共にネブカデネザル号のオペレーターを務めていた。サイファーの凶行を阻止しようとするが射殺される。実は、ザイオン生まれの人間。
リンク
ネブカデネザル号の新オペレーター。『RELOADED』、『REVOLUTIONS』に登場しモーフィアスたちを援護する。ジーの恋人。モーフィアスを心から尊敬している。オペレーターとしての経験は長い。タンクの遺言に従ってネブカデネザル号に志願した。
エイポック
トリニティー、スイッチと行動している。『THE MATRIX』のみに登場。ネオが救世主であることを祈っている。船に戻ったサイファーにプラグを抜かれて仮想世界で死んだ。
スウィッチ
『THE MATRIX』のみに登場。気が高く少し荒っぽい性格の女性。船に戻ったサイファーにエイポックの次にプラグを抜かれて仮想世界で死んだ。
マウス
『THE MATRIX』のみに登場。船員の中では一番小柄かつおしゃべりである。マトリックスのことを説明する訓練プログラムを書いた。その中に登場する“赤いドレスの女”は彼の自慢。仮想世界で他のメンバーがオラクルに会いに行く間、留守番を受け持つが、エージェントに出口を塞がれSWAT隊に射殺された。

## ビジラント号
ソーレン
ビジラント号の船長。評議会でナイオビと共にモーフィアスを探すことに賛成した。仮想世界で発電所の破壊に向かうが、現実世界でセンチネルズの放った爆弾メカ「トゥボム」が船に直撃し死亡。
『ENTER THE MATRIX』では、エージェントに捕まったアクセルを助け出すため登場。
アクセル
他メンバーは仮想世界の発電所の破壊に行くが、ジャックスと現実世界に残る。センチネルズが接近したことにより砲台に向かおうとするが、老朽化していた船内の床が壊れ落下し死亡。
『ENTER THE MATRIX』ではエージェントに捕まりナイオビの助けで脱出するも、再びエージェントに捕まりゴーストの助けにより救出される。
バイナリー
ビジラント号の女性船員。船長たちと仮想世界の発電所を破壊しに行くが、ソーレンと同じくして死亡。
ベクター
一等航海士の黒人。船長たちと仮想世界の発電所を破壊しに行くが、ソーレンと同じくして死亡。
ジャックス
オペレーター。現実世界に残っていたが、船内でのアクセルの落下の際、その破片の鉄筋によって串刺しにされ死亡。

## ロゴス号
ナイオビ
ロゴス号船長で『RELOADED』、『REVOLUTIONS』に登場する勇敢な女性戦士。ゲーム『ENTER THE MATRIX』では主人公の1人でもある。以前はモーフィアスと付き合っていたが、現在はロック司令官と付き合っている。車や船の運転の達人。
『RELOADED』ではトラックから落下したモーフィアスを助け、『REVOLUTIONS』ではロゴス号より巨大で操縦が難しいハンマー号をモーフィアスのサポートの下、乗りこなし、通常飛行不可能な狭い地下通路を通り、ザイオンへと生還した。
マトリックス内で車を使用する際は、愛車のポンティアック・ファイヤーバードを使用する。
ゴースト
『RELOADED』、『REVOLUTIONS』に登場。ゲーム『ENTER THE MATRIX』では主人公の1人でもある。常にナイオビと行動し、厚く信頼しあう関係。射撃の名手で武器のチェックは怠らず、現実世界でもハンマー号の機銃を使い多くのセンチネルを破壊した。
『ENTER THE MATRIX』では、トリニティーとは兄妹のような関係で、組み手をしたり、気軽に下世話な話もできるほどに仲が良い。好意も寄せていたようだった。
スパークス
ロゴス号のオペレーターで『RELOADED』、『REVOLUTIONS』に登場。特に『ENTER THE MATRIX』に登場する。『RELOADED』では台詞なしの登場。愛称は「スパーキー」。芯が強い人物で、時には2人にきつく警告する。たいていは軽く流され聞いてもらえない。『ENTER THE MATRIX』では、彼のオペレートが重要となる。

## カデューシャス号
バラード
カデューシャス号船長。『RELOADED』、『ENTER THE MATRIX』に登場。最初の下水道の会議でオラクルからの伝言を受けるため、補給が必要なモーフィアスに代わって仮想世界に残った。スミスが乗り移ったベインによって殺害される。
『ENTER THE MATRIX』では、セラフと手合わせをしている。
ベイン
一等航海士。『RELOADED』、『REVOLUTIONS』に登場。『RELOADED』では最初の下水道の会議でオラクルからの伝言を受けるため仮想世界に残ったが、スミスに見つかり追われマラカイを逃がす。責任感が強く真面目な人物。スミスに捕まり乗っ取られ、これを把握していない仲間が帰還回線を開いたため、肉体はそのまま精神のみスミスとなった状態で現実世界へと戻った。
その後は始終薄ら笑いを浮かべ、スミス以上に人を食った態度の危険人物に変貌する。ネオに対する暗殺行為は皆ことごとく失敗。その後ザイオン艦隊が機械軍を迎撃しようとした際、EMPを早く作動させ、艦隊の機能を喪失させ全滅させる。自分は昏睡状態でローランドのハンマー号に救出・収容される。
『REVOLUTIONS』では昏睡状態から目を覚ます。皮膚の乱れから精神錯乱を疑われ、また手に自傷までも発見されたが、ネオを含め艦隊の誰も真相に気づかなかった。船医のマギーを刺殺しハンマー号から逃走。ロゴス号に潜伏してネオとトリニティーに襲い掛かる。電流をネオの目に流し失明させたが、ネオに倒される。
マラカイ
一等航海士で『RELOADED』のみに登場。オラクルからの伝言を受けるため仮想世界に残ったがスミスに見つかり追われ、ベインより先に逃げる。最後にはスミスが乗り移ったベインに殺害された。

## ハンマー号
ローランド
ハンマー号船長で『RELOADED』、『REVOLUTIONS』に登場。『RELOADED』では全滅した迎撃艦隊の中で、唯一生き残ったベインを救助した。またセンチネルに破壊されたネブカデネザル号から脱出したモーフィアスたちを助けた。
『REVOLUTIONS』ではマシンシティへ行こうとするネオの提案を無謀すぎると一笑し、ハンマー号を貸して欲しいという頼みを断る。ザイオンへの急行にも難色を示していたが、ナイオビに押し切られる形で渋々認める。以降はモーフィアスやナイオビ達と共にハンマー号でザイオンへの帰還を図る。
マギー
ハンマー号船医で『RELOADED』、『REVOLUTIONS』に登場。『RELOADED』ではセンチネルを破壊し昏睡したネオや生き残ったベインの看病をした。
『REVOLUTIONS』では目を覚ましたベインによって刺殺された。
モーゼル
ハンマー号の乗組員の黒人で『RELOADED』、『REVOLUTIONS』に登場。名前は銃のメーカー名に由来する。
コルト
ハンマー号の一等航海士で『RELOADED』、『REVOLUTIONS』に登場。名前は銃のメーカー名に由来する。
エーケイ
ハンマー号のオペレーターで『RELOADED』、『REVOLUTIONS』に登場。名前は自動小銃の名に由来する。

## ノヴァリス号
ティラント
ノヴァリス号のスキンヘッドの船長。『RELOADED』に登場。EMPの誤作動によってセンチネルに襲われ死亡した。

## グノーシス号
アイス
グノーシス号の金髪で短髪の女船長。『RELOADED』に登場。
コラプト
グノーシス号のクルー。『RELOADED』に登場。冒頭の会議の時は入り口で見張りをしていた。スミスから「彼に渡したい物がある」とイヤホンが入っている封筒を受け取りネオに渡した。
ワーム
グノーシス号の黒人のクルー。『RELOADED』に登場。冒頭の会議の時はコラプトと入り口で見張りをしていた。

## イカロス号
アジャックス
イカロス号の黒人の船長。『RELOADED』に登場。冒頭の会議ではオシリスのスキャン結果を否定していた。

## ブラフマー号
カーリー
ブラフマー号の女性船長。『RELOADED』に登場。冒頭の会議に参加していた。

## ザイオンの住人
ロック司令官
ザイオン攻撃部隊の司令官で、予言や奇跡を信じない現実主義者。『RELOADED』、『REVOLUTIONS』に登場。ナイオビの恋人で、理想主義者である彼女の元恋人モーフィアスを嫌っている。『REVOLUTIONS』では冷静な性格でザイオン軍を指揮し、ザイオンに殺到した25万体のセンチネルに立ち向かった。
副官
ロックの部下。『RELOADED』、『REVOLUTIONS』に登場。『RELOADED』ではイカロスから連絡を受け、最初の二隻が迎撃位置に就いた事をロックに知らせた。
ワーツ
ロックの部下。『RELOADED』、『REVOLUTIONS』に登場。ザイオンの壁を掘削するセンチネルの存在を感知し、ロックに知らせた。
ハーマン
女12人、男6人から構成されるザイオンの評議員の中でも指導者的存在。元はマトリックスに繋がれていた人間。『RELOADED』、『REVOLUTIONS』に登場。『RELOADED』ではネオと、ザイオンやマトリックスの仕組みについて話し合った。『REVOLUTIONS』ではキッドから戦争が終わったと聞かされ茫然とする。
ミフネ
ザイオンに駐在する船長。『RELOADED』、『REVOLUTIONS』に登場。その指導力からもうかがえるかなりのベテラン。『RELOADED』ではモーフィアスとロックの仲裁をし、『REVOLUTIONS』ではザイオンでの防御戦の際APUに乗り指揮を執る。圧倒的な数の攻撃に、APUは自身を含めて13基まで減るが、最後まで諦めずにトリガーを引き続けた。最期はセンティネルの大群に正面から攻撃され、壮絶な戦死を遂げる。その直前にハンマー号の帰還を察知し、致命傷を負った後でキッドに自身のAPUを使ってゲートを開けるように託した。その際、抜群の戦いぶりだったが、実はAPUの訓練プログラムを終えていなかったことを告白して逝く。三船敏郎がモデルである。
キッド
『ANIMATRIX』では仮想世界の少年だったが、ネオとトリニティーに助けられネオを崇拝している。実は、外部からの操作無しに自らの意思でMATRIXから脱出した、極めて稀な存在である。仮想世界にいたころの名は、michael karl popper。
『RELOADED』では、スミスに乗り移られたベインの行為を偶然に阻止した。
『REVOLUTIONS』では、兵役対象年齢に達していなかった（更に訓練プログラムを終えていなかった）にもかかわらず志願兵となり、それを見抜いたミフネに自分の心情を語った。ザイオン防衛戦ではAPUの給弾手を務め、ミフネの戦死後は彼のAPUに乗り込み、ゲートを開いてハンマー号の帰還を助ける。最後はセンチネルの撤退を目の当たりにし、住人達に終戦を告げた。
ジー
リンクの妻。『RELOADED』、『REVOLUTIONS』に登場。ドーザー、タンクとは兄妹関係。ドーザーがネブカドネザルで死んだため、夫を心配、他の船に移るように呼びかけるがなかなか応じてもらえない。
『REVOLUTIONS』ではチャラと組みロケット砲の装弾手としてセンチネルズに立ち向かう。またゲートを開こうとするキッドをビーム銃で援護する。
カズ
ドーザーの妻で、2児の母親。ジーの義姉でもありよく話をする。『RELOADED』、『REVOLUTIONS』に登場する。
チャラ
『REVOLUTIONS』に登場。ジーと組みロケットの射手として機械軍の掘削機を破壊する任務に就く。一台目の掘削機を転倒させることに成功するが、二台目への攻撃に失敗し、撤退する途中でセンチネルに胸を貫かれて死亡する。
ズーカ
『REVOLUTIONS』に登場。APUに乗り込みセンチネルに立ち向かったが、組み付いてきたセンチネルとともに落下し死亡。

## マシン・シティの住人
センチネル（センティネル、スクウィッディー）
現実世界におけるマシン・シティの戦闘機械で、人類抹殺の物理的実行役。
タコに似た外見の鋼鉄製の機械で、飛行能力を持つ。「スクウィッディー」とは「イカ野郎」との意味で、『THE MATRIX』『REVOLUTIONS』で登場人物が口にしている。
短距離レーザーや伸縮性を持つ脚部で戦闘を行う。収納式の小型爆弾「トゥボム」を放つことができ、これでビジランド号やネブカドネザル号を破壊した。
主に重機関銃やビーム銃による破壊や、EMP（電磁パルス）による回路ショートで対処される。携行火器の効果のほどは不明。
初代から登場しているが、『REVOLUTIONS』では25万体のセンティネルがザイオン攻略に参加。
デウス・エクス・マキナ（Deus Ex Machina）
マシン・シティを統括する“機械仕掛けの神”。
現実世界における地上の支配者であり、人間を「電池」として稼働している発電所を運営することで都市機能を動かしている。
人類にとっては敵であるが、発電管理のために必要なマトリックスが制御不能になってしまったため、人間の代表である「救世主」ネオと取引を行い、彼の献身を見届けた後、人類との共存に同意した。
マトリックスを管理するアーキテクトと同一の存在かは不明。

## マトリックスの住人

### アーキテクト
マトリックスを設計・創造したプログラム。白髪の老人の姿で現れる。
『RELOADED』にてネオを自らの元に導き、「次世界の創造のために現在のザイオン（人類）を見捨てる」か「人類と機械双方の破滅を選ぶ」かの二択を迫る。
純粋な「理論」に基づいて動作しているため、人間の持つ「曖昧さ」が理解できず、「Yes」か「No」の選択しか提示・選択できない。
そのため、過去に何度かマトリックスの運営に失敗していることを告白している。
「預言者」のオラクルは、人間の持つ曖昧さを理解するために作ったプログラムであり、自分をマトリックスの「父」とするなら、彼女は「母」であるとしている。

### 仮想世界の人間たち
マトリックスにつながれた状態の人間たち。
多くの人間たちは、自分たちが「電池」として栽培されている現実を知らず、マトリックス世界を「現実」として生きている。
チョイ
『THE MATRIX』のみに登場。ネオに2000ドルの仕事を頼んだ男。ネオを息抜きにとクラブに誘う。
白ウサギの女
『THE MATRIX』のみに登場。チョイに寄り添っていた女。チョイと一緒にネオをクラブに誘う。左肩の後ろに白ウサギの刺青がある。
ラインハート
『THE MATRIX』のみに登場。メタ・コーテックス社の幹部で、ネオの上司。ネオをアンダーソンと呼ぶ劇中最初の人物であり、「選択」を口にするのも彼が最初である。
キム
『THE MATRIX』のみに登場。ベル 212ヘリコプターのパイロットで、ネオ、トリニティの襲撃に際し救難信号を送っていたがエージェント・ジョーンズに上書きされてしまう。
その後、トリニティに至近距離でヘッドショットされ死亡。

### エージェント
マトリックスを守る監視プログラム。マトリックスを破壊しようとする者を排除する役目を持つ。セキュリティソフト（ワクチンソフト、アンチウイルスソフト）に該当する。
ハッカーであるザイオンの接続者（人間）や、不正規プログラムであるエグザイルを「削除」する任務を帯びる。
エージェントたちはマトリックス内では政府の人間として扱われ、警察や軍よりも上位の存在として振る舞える。オフィスも警察が厳重に警備するビルの中にある。
インカムで連絡を取り合っており、みな黒いスーツに黒いネクタイとサングラス、金のネクタイピンを使用する。
マトリックスに繋がっている人間であれば、強制的に「上書き」して体を奪うことができる。そのため、死亡しても体を乗っ取って復活する。しかし、一人のエージェントが二人以上存在することはできない。
エージェント・スミス
『THE MATRIX』ではエージェントのリーダー。ブラウン、ジョーンズと行動する。エージェントでありながら、本心ではマトリックスを嫌悪しており、マトリックスから出て自由になるために各船長のみに与えられているザイオンへのアクセスコードを得ることに固執する。
モーフィアスら一味を追い、囮としてネオを捕獲。モーフィアスを拘束し、自白プログラムでザイオンへのコードを聞き出そうとするが失敗する。
廃墟のホテルに逃げたネオを待ち伏せて殺すが、救世主として蘇生したネオに破壊される。
『RELOADED』では、エージェントとしてのプライドを捨ててネオへの復讐心に燃え、ソースに戻るルールを拒否して復活した。
ネオに倒された際に、ネオの救世主としての能力の「一部」がスミスに上書きされ、エージェントの「マトリックスの住人（エージェントを含む）なら誰でも上書きできる能力」のリミッターが外れ、無制限に「自分」のコピーを作り出して大軍団でネオに立ち向かう。
また、マトリックス侵入中のザイオンの住人ベインの脳に対しても上書きを行い、現実世界へも出現する。
『REVOLUTIONS』ではオラクルも上書きし、マトリックスの住人、プログラムを含め全員を自分のコピーに変え、世界を乗っ取る。
大量の自分のコピーを観客にして、大雨の中でネオと対決、激戦の末にネオを破って自らをコピーしたが、スミス化したネオが現実世界で接続していたデウス・エクス・マキナの削除命令を受け入れてしまったため、削除されてしまう。スミスとなっていたすべての存在は元通りに戻った。
最後まで、ネオのことを「アンダーソン君（Mr. Anderson）」と本名及び敬称で呼んだ。エージェントだった時代にセラフとも戦ったが、その時は一蹴された。
エージェント・ジョーンズ
『THE MATRIX』では連邦政府ビルの屋上でネオとトリニティーと戦う。
ゲーム『PATH OF NEO』ではスミスを倒されたためにリーダーに昇格。ブラウンと共に行動し、レッドピルの捕縛任務に従事している。
エージェント・ブラウン
『THE MATRIX』では捕縛したモーフィアスに注射をし、トリニティーを追った。
ゲーム『PATH OF NEO』ではスミスを倒されジョーンズをリーダーとして行動。任務はレッドピルの捕縛。
エージェント・ジョンソン
『RELOADED』のみに登場。ブラウン、ジョーンズ、スミスよりも後に作られたアップグレードしたエージェント。
リーダーでジャクソン、トンプソンと行動している。
高速道路でトラックの上でモーフィアスと格闘し、刀でネクタイを切断され逆上し、中段正拳突きで吹っ飛ばした。
キー・メーカーを削除しようとするが、背後からモーフィアスに飛び蹴りを見舞われ蹴り飛ばされた。
エージェント・トンプソン
『RELOADED』のみに登場。公園でのネオとスミスを察してその場の女性に移るが、スミスに上書きされる。
その後、復活し高速道路でトレーラーの運転手になりトリニティーを追い詰めるも、モーフィアスとの交戦の末、戦線離脱する。
発電所に向かったトリニティーの前にも現れ致命傷を与えるが、ネオの高速飛行に巻き込まれ地面に激突する。
エージェント・ジャクソン
『RELOADED』のみに登場。高速道路でトンプソンにキー・メーカーを探せなどと指示した。発電所内でトリニティーを追いかけるトンプソンを銃で援護した。
エージェント・グレイ
ゲーム『マトリックスオンライン』に登場。マシンの監査員として登場。
エージェント・ペース
ゲーム『マトリックスオンライン』に登場。女性。
エージェント・スキナー
ゲーム『マトリックスオンライン』に登場。

## エグザイル
故障し正規の役目を放棄、またはヴァージョンアップに伴い不要となり、ソースに戻り削除されるべき存在にもかかわらず削除命令を聞かず、仮想世界に留まる不正プログラムの総称。
マトリックスでは人間と同じ容姿を与えられ、マトリックスの物理法則に従うが、プログラムに応じた特定の「越権行為」を行える能力を持つ。
正規のマトリックスからは不要の存在であるため、削除のためにエージェントに追われるという点では、ザイオンの人間たちと共通する。

### メロヴィンジアン一味
エグザイルで構成されるマトリックスのシンジケート。
ザイオンとの関係は中立で、状況によっては取引に応じることもある。
正規のマトリックスにとっては削除対象であるため、「削除」を担当するエージェントとは敵対する。
メロヴィンジアン
マトリックス最古のプログラムの一人。本来の役割は明言されていないが情報の管理＝オペレーティングシステムであったことが示唆されており、オラクルに成り代わることを望んでいる。直感や意思ではなく、因果応報が真理であるという考えを持つ。
データを直接改竄する力を持つ。多くのエグザイルを配下に従え、マトリックスの外に位置する「城(THE CHATEAU)」に君臨している。
『RELOADED』では、キー・メーカーを監禁していた。すべての言語を嗜み、あらゆる言語の中でフランス語が最も好きな言語と語る。
『REVOLUTIONS』では、トレインマンを使いネオをマトリックスとソースを結ぶ駅に閉じ込めた。
クラブを襲撃したトリニティー、モーフィアス、セラフにネオを返す条件として“預言者の目”を要求するが、トリニティーに銃を突きつけられ、「ネオを渡す」か「この場で全員死ぬ」かの選択を迫られ、ネオを渡すことになる。
パーセフォニー
メロヴィンジアンの妻で、長身の美しい女性。何のプログラムか不明。キスをすることで、相手の心を読める能力を持つ。
出会った当時のメロヴィンジアンは現在のネオに似ていたらしく、純粋に彼に惹かれていた。
『RELOADED』では、キー・メーカーに会いにきたネオたちと会い、浮気していた夫を裏切り、ネオとのキスを交換条件としてキー・メーカーを解放する。
『REVOLUTIONS』では夫とクラブでくつろいでいた。唐突にやって来たトリニティーのネオに対する献身的な愛に驚く。
アベル
メロヴィンジアンの部下。元はマトリックスで暮らしていた人間。メロヴィンジアンに助け出された。
ゲーム『ENTER THE MATRIX』ではナイオビたちから鍵を奪った。
『RELOADED』では、部屋でケインと映画を観ていた。パーセフォニーに銀弾を撃ち込まれる。
ケイン
メロヴィンジアンの部下で、元はマトリックス内で暮らしていた人間。メロヴィンジアンに助け出された。
ゲーム『ENTER THE MATRIX』ではアベルと共にナイオビたちから鍵を奪った。
『RELOADED』では、部屋でアベルとホラー映画を観ていた時、パーセフォニーによってアベルを殺され、メロヴィンジアンにこのことを報告する。広場でネオと戦うが倒される。
ケインとアベルは、旧約聖書に出てくる兄弟カインとアベルから由来。
ツインズ
メロヴィンジアンを守る双子の部下。旧式のエージェントであり、体と所持品を幽体化する能力を持つ。
幽体時は壁や扉などあらゆるものをすり抜け、実体時に受けたダメージを修復する事も可能。敵の攻撃をもすり抜けられるが、実体化していない状態だと自らの攻撃もすり抜けてしまう。
個別の名前はなく、一人称は「We」。見分け方は指輪の位置。肌が白く、服装も白っぽい物でまとめられている。
『RELOADED』では逃げたキー・メーカーを追い、駐車場でモーフィアスと戦う。そして車で逃げるモーフィアス一行を追いかけ、市街地や高速道路でカーチェイスを行う。最後は高速道路のインターチェンジにてモーフィアスに車ごと爆破され戦線離脱する。
ゲーム『ENTER THE MATRIX』では、逃げたナイオビ、ゴーストを追った。この時はサングラスをかけていない。
トレインマン
『REVOLUTIONS』のみに登場。マトリックスのあらゆる列車のプログラム(インタフェース)の制御及び管理者。密かにメロヴィンジアンと取引したプログラム（エグザイル）をマトリックスへ移動させている。
容姿は浮浪者の男性。全ての列車の運行を腕に巻き付けた大量の腕時計で見ている。
「モービル・アヴェニュー」とは、彼がマトリックスとソースの中間に不正に設計した場所。
メロヴィンジアンと取引したラーマ一家をマトリックスへ送りに行く途中、モーフィアス達に捕捉されるが逃走。
「モービル・アヴェニュー」にてネオとラーマ一家と遭遇し、ネオのみを置き去りにした。
メロヴィンジアンがトリニティーに屈したため、彼の列車はネオを迎えに行くのに利用された。
ブラド
ゲーム『ENTER THE MATRIX』に登場。バンプのリーダー。腕力はそれほどではないが柔軟な身体を持ち、ナイオビ、ゴーストを苦しめる。
クージョ
『ENTER THE MATRIX』に登場。ドーベルマンのリーダー。獰猛なパワーファイトでナイオビ、ゴーストを苦しめる。
バンプ
『ENTER THE MATRIX』に登場。ヴァンパイヤ。元々は古いバージョンのマトリックスから発生したエグザイルで、人間界での民間伝承（吸血鬼）の起源となっている。通常の武器や物理攻撃は一切効かず、倒すには心臓を木の杭やクロスボウで貫くしかない。
ドーベルマン
『ENTER THE MATRIX』に登場。狼男。バンプ同様、人間界での民間伝承の起源となっている。通常攻撃でもダメージを与えられるが、倒すには心臓を木の杭やクロスボウで貫くしかない。
Qボールギャング
スキンヘッドの3人組。『RELOADED』ではネオ達がレストランにメロヴィンジアンに会いに訪ねた際、ラーマの背中を押して退出を促しているシーンでのみ登場。
『REVOLUTIONS』ではクラブの玄関の守衛をしていたが、その能力を見せる間もなくトリニティー、モーフィアス、セラフに敗れる。
バウンサー
『REVOLUTIONS』のみに登場。メロヴィンジアンが潜む地下クラブを守る用心棒4人組。
自身の身体の重力方向を自在に変える能力を持ち、天井や壁をバウンドするボールの様に縦横無尽に跳ねまわる。
トリニティー、モーフィアス、セラフと戦うも敗れる。

### その他のプログラム
オラクル
老女の容姿を持つ。モーフィアスら人間を導く。
「選択」を司り、人間の行動を理解・予測するために創られた直感プログラム。
アーキテクトとは正反対の位置に立つ役割から、エグザイルという生き方を選択している。
未来を見通す“預言者の目”を持つ。「未来予知」とは「自らの選択」で成り立つと語り、選択を超えた（自分で選択したわけではない）未来の予知は不可能である。
『THE MATRIX』でモーフィアスたちに救世主伝説を語る。
『RELOADED』では、セラフに守られながらネオと会い、助言を行っている。だがアーキテクトの存在を語らなかった。
『REVOLUTIONS』では、ラーマがサティーを守るためにオラクルの削除コードをメロビンジアンに教えたことで、消滅の危機に陥る。生き延びるもデータを更新したため外見が変わる。オラクルもサティーの重要性を認識しており、サティーを守るためならばとラーマの行動を知りつつも容認していた。
スミスに上書きされ、スミスの「代表」としてネオと戦う。スミスと一体化したネオが削除命令を受け入れ、スミスが全滅し元の姿に戻る。
セラフ
オラクルを守っているプログラム。白い服を着たアジア系の男性の姿。普段はティーハウスの店主。
昔はメロヴィンジアンの配下で、“翼のない天使”と呼ばれていた。現在は「放蕩息子」と呼ばれる。
『RELOADED』でオラクルの守護者として登場。ネオと組み手を行い互角に渡り合う戦闘力を見せつける。
ゲーム『ENTER THE MATRIX』ではバラードと戦った。
『REVOLUTIONS』では、モーフィアスとトリニティーと共にネオ救出に向かう。
救出したネオを見送った後、スミスの襲来を悟りサティーを連れて脱出しようとするも、時すでに遅くスミスに追い詰められ、同化される。スミスが削除されたことで元に戻った。
キー・メーカー
『RELOADED』のみに登場。マトリックスで使えるあらゆる鍵を作り出すことの出来る暗号解読プログラム。
外見はアジア系の男性。還暦前後と思われる。
エージェントに追われていたが、メロヴィンジアンによって保護・監禁されていた。
ネオに救出された後、マトリックスの中枢（ソース）に入るための方法を教え、自身はネオとモーフィアスと共に突入。
スミスの襲撃からネオ達を逃がそうとソースの中核（メインフレーム）の手前の部屋の扉を開けるが、スミスが放った銃弾を受ける。
モーフィアスに現実世界へ通じる道を教え、ネオにメインフレームに入る扉の鍵を渡し死亡した。
ラーマ・カンドラ
『RELOADED』、『REVOLUTIONS』に登場。発電システムの正規プログラム。
『RELOADED』ではネオ達がレストランにメロヴィンジアンに会いに訪ねた際、ネオが退出する姿を見かけるシーンでのみ登場。後にゲーム『ENTER THE MATRIX』と『REVOLUTIONS』にて、娘（サティー）を救うための取引にメロヴィンジアンと接触していたことが判明する。この時、ラーマがサティーを守るためにオラクルの削除コードをメロヴィンジアンに教えたことで、オラクルは消滅の危機に陥る。何とかオラクルは生き延びるもデータを更新したため外見が変わってしまう。オラクルもサティーを守るためならばと、ラーマの行動を知りつつも容認していた。
カマラ
『REVOLUTIONS』に登場。ラーマの妻。インタラクティブ・ソフトを作成する正規プログラム。
サティー
『REVOLUTIONS』に登場。ラーマとカマラの間に生まれた子供。
マトリックスによって生み出された存在ではないため役割が明確でなく、エグザイルであることを余儀なくされる。
マトリックスの再構成の鍵を握る“最後のエグザイル”とされる。
セラフと共にスミスに取り込まれたが、スミスが削除されたことで元に戻った。